# Traminda drepanodes
Traminda drepanodes là một loài bướm đêm trong họ Geometridae.